# Rukn-ad-Dawla
Abu-Alí al-Hàssan ibn Buya o Buwayh, conegut com a Rukn-ad-Dawla (+ setembre del 976), fou el primer sobirà búyida o buwàyhida del centre i nord de Pèrsia (vers 935-976). Era el petit dels tres germans fundadors del poder buwàyhida.
Vers el 928, els tres germans fills de Buwayh, Alí, Hasan i Ahmad, es van posar al servei de Maqan ibn Kaki que aleshores era governador samànida de Rayy. Quan Maqan van atacar als samànides i després fou derrotat per Mardawidj, els germans van transferir la seva lleialtat a aquest darrer. Alí va aconseguir crear-se un domini al Fars que va dominar el 934, i va trencar amb Mardawidj. Hasan va servir amb el seu germà Alí (conegut després com a Imad-ad-Dawla) i el 934 va rebre el govern de Kazarun i altres districtes. El general abbàssida Yakut, que havia encarregat a Alí la conquesta del Fars, el va combatre i el va forçar a refugiar-se amb el seu germà. Yakut fou derrotat poc després per Mardawidj, l'antic sobirà dels buwàyhides (contra el que s'havien revoltat) Alí Imad-ad-Dawla es va reconciliar amb el triomfador i el van reconèixer i com a garantia de fidelitat Alí li va enviar a Rukn-ad-Dawla com a ostatge. Mardawidj fou assassinat el 935 i Rukn-ad-Dawla es va escapar i es va reunir amb Imad-ad-Dawla, que li va facilitar tropes per disputar el Jibal a Wuixamguir, germà i successor de Mardawidj.
Encara que Rukn-ad-Dawla va arribar a conquerir Esfahan, el 939 la va perdre i la guerra es va acabar fugint el buwàyhida cap al Fars. El 940 va ajudar al seu germà Muizz-ad-Dawla (al-Husayn) que havia conquerit Khuzistan, contra els barídides, als que Rukn-ad-Dawla va intentar arrabassar Wasit per establir un principat propi; però el califa i el seu general Bàjkam s'hi van oposar i es va haver de retirar. Poc després Maqan ibn Kaki, lloctinent de Wuixamguir, va ser derrotat pels samànides de Nasr I ibn Ahmad, i Rukn-ad-Dawla va aprofitar el moment per recuperar Esfahan i aliar-se als samànides.
A la mort de Nasr I el 943, Rukn-ad-Dawla es va apoderar de Rayy i el Jibal, que estava en mans de Wuixamguir, possessió que va consolidar per la retirada del general samànida Abu-Alí Čaghani. El 944/945 fou expulsat de Rayy i de quasi tot el Jibal pels samànides però al cap d'uns mesos (945/946) ho va recuperar expulsant a les forces del governador samànida Ibn Muhtaj (governador del Khurasan i Pèrsia del nord). Poc després, quan el seu germà Muïzz-ad-Dawla va entrar a Bagdad (945/946), va rebre del califa el làqab de Rukn-ad-Dawla pel que fou universalment conegut al mateix temps que els seus germans rebien també els làqabs amb el que són coneguts. El 948/949 va rebutjar un atac a Rayy del musafírida Marzuban ibn Muhammad (Rukn-ad-Dawla va retardar l'atac de Mazurban per mitjans diplomàtics i quan va rebre reforços del seu germà el va poder derrotar prop de Qazvín), que fou fet presoner, i en el contraatac es va apoderar del sud de l'Azerbaidjan que va conservar fins al 950/951, quan va perdre la major part d'aquesta conquesta i Rayy i el Jibal. Però excepte aquestos dos moments (948/949 i 950/951) que van durar vers un any cadascun, va conservar Rayy i el Jibal durant tota la seva vida. El desembre del 949 va morir el seu germà gran Imad-ad-Dawla i va deixar hereu al seu nebot Àdud-ad-Dawla, fill de Rukn-ad-Dawla. Aquest fou reconegut com a emir sènior i Muizz-ad-Dawla com amir al-umara.
Fin el 955/956 va haver d'enfrontar a Wuixamguir i tanmateix als samànides. També va signar la pau amb Mazurban ibn Muhammad que vers el 952 s'havia escapat i havia recuperat el sud de l'Azerbaidjan encara en poder dels buwàyhides; Rukn-ad-Dawla es va casar amb una filla de Mazurban. Va jugar amb habilitat la rivalitat entre Wuixamguir i els samànides i entre els diversos prínceps i generals d'aquestos darrers. Els consells del visir Abu-l-Fadl Muhàmmad ibn al-Hussayn ibn Muhàmmad (940-972) foren molt importants en el seu èxit. El 955/956 finalment Rukn-ad-Dawla es va declarar tributari samànida i va signar un acord de pau, que després es va renovar per segona vegada el 971/972 en condicions més favorables. El 958 Wuixamguir va arribar a entrar a Rayy breument, però el 960 Rukn-ad-Dawla li va prendre el Gurgan, també per poc temps i el 962 va tornar a ocupar aquest districte i el Tabaristan, igualment de manera temporal. El 968 es va acabar la lluita amb Wuixamguir quan aquest va morir d'accident.
Els darrers anys de la seva vida van ser tristos per a ell per l'actitud del seu fill Àdud-ad-Dawla que aprofitant la crida en ajut de Bakhtiyar (fill i successor a l'Iraq de Muïzz-ad-Dawla) va empresonar a aquest príncep amb el suport del visir del mateix Rukn-ad-Dawla, de nom Abu-l-Fat·h Alí ibn Muhàmmad ibn al-Amid (conegut per Ibn al-Amid II, 972-977), i es va apoderar de l'Iraq (974). Rukn-ad-Dawla, molt aferrat a la idea de la família, va tirar en cara la conducta al seu fill, li va ordenar alliberar a Bakhtiyar i li va fer retornar l'Iraq i tornar al seu govern propi al Fars. Finalment Rukn-ad-Dawla i Àdud-ad-Dawla es van trobar Esfahan el gener del 976; es tractava del fet que el primer havia de confirmar Àdud-ad-Dawla com a hereu, i ho va fer però només després de grans esforços de la cort, ja que en el fons no perdonava al seu fill. Va morir a Rayy uns mesos després (setembre del 976).
Segons els acords successoris d'Esfahan, Àdud-ad-Dawla (que governava Fars) havia de succeir a Rukn-ad-Dawla a Esfahan, però Rayy passava al segon fill Fakhr-ad-Dawla, i Hamadan al tercer Muàyyid-ad-Dawla, si bé ambdós sota autoritat suprema d'Àdud-ad-Dawla. Però a la pràctica Muàyyid-ad-Dawla es va apoderar de Rayy i Fakhr-ad-Dawla va haver de fugir amb l'emir ziyàrida del Tabaristan i amb els samànides.